# 新界區專線小巴26線
新界區專線小巴26線是香港一條由友文投資旗下偉文發展營辦的綠色專線小巴路線，來往馬鞍山海柏花園及大埔香港教育大學。本線與是首條來往馬鞍山及大埔的全日公共交通路線（第二條為806B線），前者服務馬鞍山市中心、恆安邨及耀安邨，後者服務大水坑及馬鞍山77區。
本線另設立特別班次26A，循環來往香港教育大學及大埔墟（廣福道），只於星期一至五繁忙時間行走。

## 歷史
- 2001年2月16日：政府刊憲公開招標7組共9條專線小巴新路線，其中包括此線[2][3]。
- 2001年6月，運輸署宣布招標的三條大埔區路線中，只有此路線獲入標，預計同年9至10月能正式開辦[4]。
- 2002年2月17日：本線投入服務[5][6]。
- 2009年11月9日：大埔區議會建議路線繞經露輝路（聚豪天下及嘉豐花園一段），但遭營辦商拒絕[7]。
- 2014年12月8日：26A線投入服務。
- 2017年10月22日：26、26A線車費調整。
- 2022年1月30日：26、26A線車費調整。
- 2024年7月28日：26、26A線車費調整。

## 服務時間及班次
| 26                                                                                | 26A                                                                                   |
| --------------------------------------------------------------------------------- | ------------------------------------------------------------------------------------- |
| 海柏花園開出：06:00-23:00，6-8分鐘一班 香港教育大學開出：06:36-23:35，6-8分鐘一班 | 星期一至五 - 07:30-09:30：15分鐘 - 17:30-20:30：15分鐘 週六、日及公眾假期全日暫停服務 |

## 收費
| 26                                                                  | 26A                             |
| ------------------------------------------------------------------- | ------------------------------- |
| 全程收費：$15 - 廣福邨往來香港教育大學：$7 - 恆安邨往海柏花園：$3.5 | 全程收費：$7 （無任何分段收費） |

## 行車路線
26路

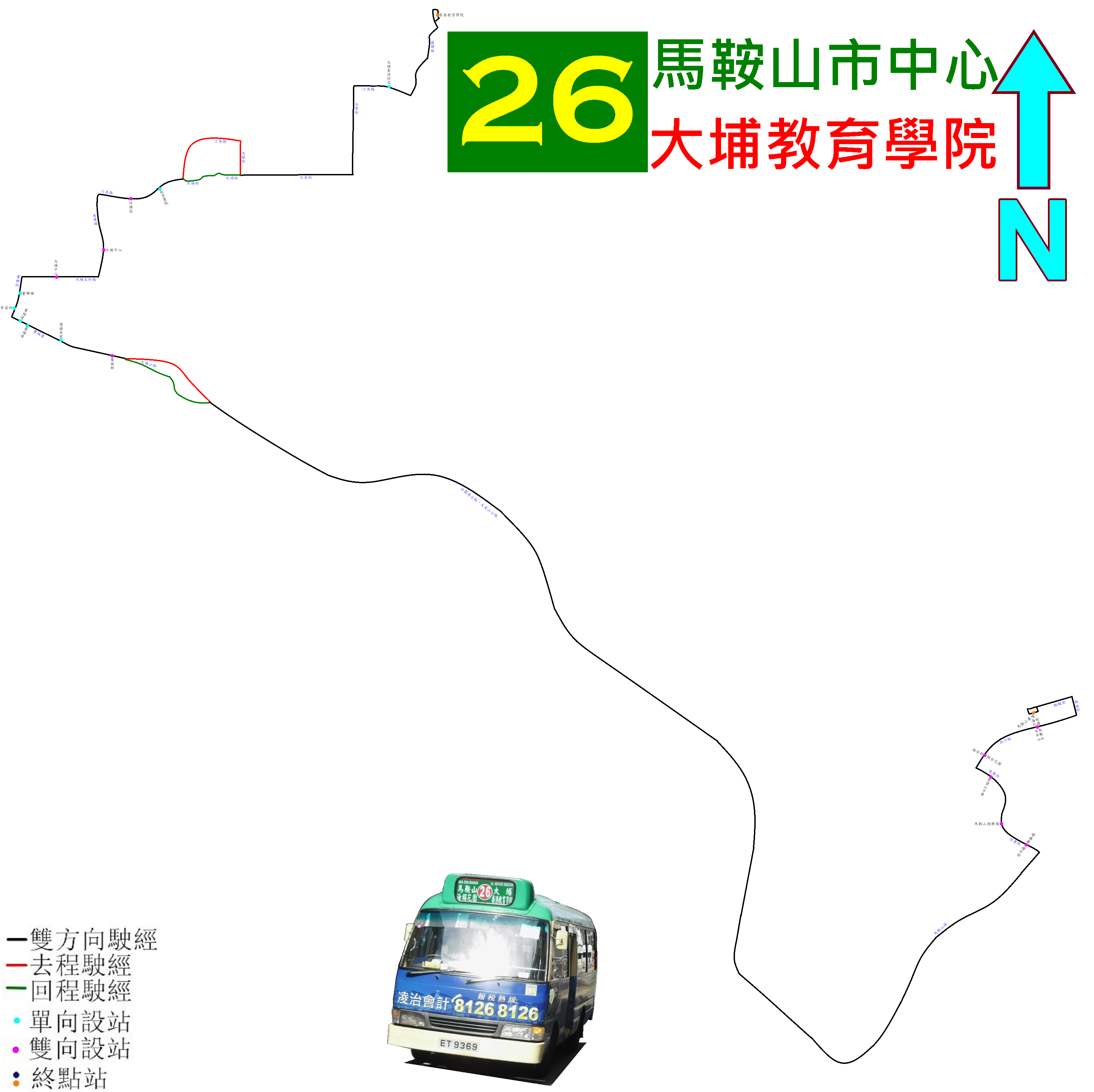
此線的走線圖

- 海柏花園開途經：鞍駿街、鞍超街、西沙路、恆康街、馬鞍山路、大老山公路、吐露港公路、大埔公路－元洲仔段、廣福道、寶鄉街、寶鄉橋、大埔太和路、南運路、汀角路、大發街、大昌街、大貴街、汀角路、露輝路及露屏路

- 香港教育大學開途經：露屏路、露輝路、汀角路、大貴街、大昌街、大發街、汀角路、南運路、大埔太和路、寶鄉橋、寶鄉街、廣福道、大埔公路－元洲仔段、吐露港公路、大老山公路、馬鞍山路、恒康街、西沙路、鞍超街及鞍駿街

26A
- 香港教育大學開途經：露屏路、露輝路、汀角路、大貴街、大昌街、大發街、汀角路、南運路、大埔太和路、寶鄉橋、寶鄉街、廣福道、大埔公路－元洲仔段（東行）、迴旋處、大埔公路－元洲仔段（西行）、廣福道、寶鄉街、寶鄉橋、大埔太和路、南運路、汀角路、大發街、大昌街、大貴街、汀角路、露輝路及露屏路

## 用車
根據運輸署《服務詳情表》，26線需使用21輛小巴提供服務，26A線則需使用3輛小巴提供服務。
26與26A線由偉文發展與棉記汽車共同派車行走，兩線合共獲派28輛豐田Coaster，包括14輛16座小巴及12輛19座小巴。

## 小資料
- 本線為馬鞍山首條往返大埔的全日公共交通路線（第二條為806B線）。
- 在本線開辦前，由馬鞍山要前往大埔只能乘搭九龍巴士274P線[8]，又或是乘搭九龍巴士87K線或新界區專線小巴807K線等路線至大學站再轉乘東鐵綫。
- 本路線是偉文發展旗下專線小巴路線中，首條直接營辦的路線，其餘旗下路線均以偉文發展的子公司（如均億投資、友文投資）營辦，但車輛則由偉文發展及棉記汽車共同派車行走。

## 衍生問題
由於本線招標時並無其他營辦商入標競爭，本線現有營辦商入標時定價進取，唯運輸署和區議員在無其他選擇的情況下無奈接受，開辦時全程收費高達$12，比起往返九龍的巴士線更為昂貴，並在後期加價至$13.8（再後期更加價至$14.3），2024年7月28日起更加至$15.0，車費導致大埔及馬鞍山居民要求九龍巴士274P線全日服務的建議，每隔一段時間便會出現於地區報章之中。